# Български етноним
Етнонимът „българи“ е останал от прабългарите и се използва и до днес от българите.

## Поява
В латинските хроники етнонимът „българи“ се среща за първи път като „Vulgares“ (334 година). За първо официално свидетелство за прабългарите с този етноним историческата наука, приема споменаването на прабългарите („Ziezi ex quo Vulgares“) в късноантичен латински сборник, достигнал до нас в няколко преписа, писани IV – V век. Текстът е част от списък със синовете на библейския Сим и народите, които произлизат от тях. „Ziezi ex quo Vulgares“ се превежда, като „Зиези, от който са българите“, където Зиези е син на Сим и внук на Ной.
В арабските извори името се среща като „бурджан“, докато с „булгар“ са отбелязвани волжките прабългари. Съществуват най-различни предположения и хипотези за произхода на етнонима „българи“, подобно за говорения от прабългарите език и етническият им произход. Не е изяснен и въпросът дали „българи“ е епоним (т.е. самоназвание) или име дадено от друг народ. Трябва да се има предвид, че името „българи“ наподобява различни думи от алтайски и индоевропейски произход, които съдържат корена „бълг“, „блъг“, „булг“ и т.н.

## Значение
Най-старото предположение дава византийският автор Йосиф Генезий (X в.), според когото „българи“ идва от някой си господар Булгар. Следва предположението, което свързва „българи“ с името на река Волга, което в латинските езици е Булга. Първо то е застъпено от Никифор Григора (1294 – 1359) до края на Средновековието и дори през време на Българското възраждане от Христофор Жефарович, Паисий Хилендарски, Константин Фотинов, Петко Славейков, както и от българския учен Иван Шишманов. Тази теория се смята за отхвърлена. През Възраждането се появяват и версиите на Спиридон Габровски – „българи“ идва от родоначалника Болг; Георги Раковски – от благ; Цани Гинчев – от река Буг.
През 18 – 19 век въпросът интересува и европейската историческа и филологическа наука. М. Катанчич смята, че „българи“ идва от „боляри“, чешкия етнограф Вилхелм Томашек през 1872 година дава мнение, че „българи“ означава „смесен народ“, „смес от народи“ от пратюркското „булга“ („булгамак“) – „размесвам“, „смесвам“, мнение възприето от Васил Златарски и Стоян Младенов. Унгарския тюрколог Г. Вамбери през 1882 година изказва теза, че „булгар“ означава: „бунтовник, метежник, въстаник, неспокоен народ“ от същия пратюркски корен „булгамак“, теза възприета от Й. Немет и отчасти от езиковеда Д. Дечев. Според обяснението на Б. Симеонов „булгар“ може да се тълкува като „потомци на булгар“, като под булгар се има предвид азиатски бозайник от рода на белките, който е възможно да е бил тотемно животно на прабългарите. Монголо-алтайските топоними и хидроними които съдържат формата Булган, също са възможно указание за произхода на името.
Сред по-новите тълкувания появили се след лансирането на иранската хипотеза за произхода на прабългарите са, че думата произхожда от осетинската дума „бългерон“, т.е. „човек, който живее в покрайнината“ или се прави връзка с пущунски език, където „булгар“ означава „човек, обитаващ отвъд планината“. Други предположения са, че „бълг“ изразява идеята за живот, човек, общност и трябва да бъде тълкувана като „хора“, „човеци“ или че „българин“ означава „велик човек“ и т.н.